# جنگل مارتیرز
جنگل مارتیرز (به لاتین: Forest of the Martyrs) یک جنگل در اسرائیل است که در outskirts of West Jerusalem واقع شده‌است.